# Azbukovica
L'Azbukovica (en serbe cyrillique : Азбуковица) est une région située à l'ouest de la Serbie, le long de la frontière avec la Bosnie-Herzégovine.

## Géographie
L'Azbukovica apparaît comme une sous-région du Podrinje serbe. Elle est constituée de collines et de montagnes, dont le point culminant est la Tornička Bobija qui s'élève à 1 272 m. Sa limite la plus occidentale est la rivière Drina qui la sépare des municipalités de Srebrenica et de Bratunac, en Bosnie-Herzégovine, avec lesquelles elle a une frontière commune longue de 38 km. Au nord-ouest, elle est entourée par la municipalité serbe de Mali Zvornik, au nord par la municipalité Krupanj, au nord-est par celle d'Osečina, à l'est par celle de Valjevo et au sud par celle de Bajina Bašta. La région est traversée par un certain nombre de rivières dont la Trešnjica et la Ljuboviđa, deux affluents droits de la Drina.
La localité la plus importante de l'Azbukovica est la ville de Ljubovija.